# ヴィッラサンタ
ヴィッラサンタ（伊: Villasanta）は、イタリア共和国ロンバルディア州モンツァ・エ・ブリアンツァ県にある、人口約14,000人の基礎自治体（コムーネ）。

## 地理

### 位置・広がり
モンツァ・エ・ブリアンツァ県中部に位置するコムーネで、県都モンツァから北東へ約3km、州都ミラノから北東へ約18km、ベルガモから西南西へ約31kmの距離にある。

#### 隣接コムーネ

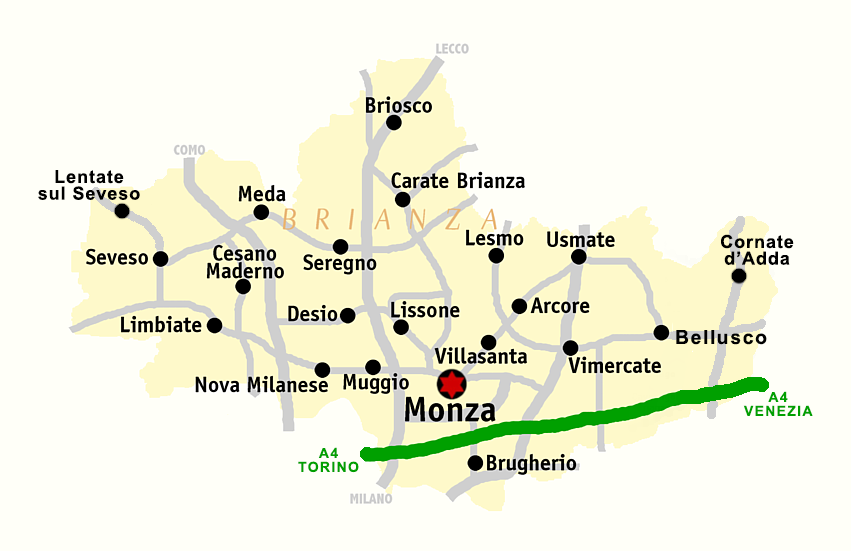
モンツァ・エ・ブリアンツァ県概略図

隣接するコムーネは以下の通り。
- アルコレ
- ビアッソーノ
- コンコレッツォ
- モンツァ

### 気候分類・地震分類
気候分類では、zona E, 2404 GGに分類される。
また、イタリアの地震リスク階級 (it) では、zona 3 (sismicità bassa) に分類される。

## 行政

### 分離集落
ヴィッラサンタには、以下の分離集落（フラツィオーネ）がある。
- La Santa (sede comunale), San Fiorano, Sant'Alessandro